# Trifolium micranthum
Trifolium micranthum là một loài thực vật có hoa trong họ Đậu. Loài này được Viv. miêu tả khoa học đầu tiên.